# Tocornalita
La tocornalita és un mineral de la classe dels halurs. Rep el seu nom de Manuel Antonio Tocornal, rector de la Universitat de Xile entre 1866 i 1867.

## Característiques
La tocornalita és un halur, un iodur de plata i mercuri, de fórmula química (Ag,Hg)I. Actualment és un mineral dubtós per l'Associació Mineralògica Internacional degut a una descripció inadequada, ja que les dades dels raigs X podrien tractar-se de la capgaronnita. Acostuma a trobar-se en forma de grans o massiva. Es troba en dipòsits hidrotermals de plata molt rics.
Segons la classificació de Nickel-Strunz, la tocornalita pertany a «03.AA - Halurs simples, sense H₂O, amb proporció M:X = 1:1, 2:3, 3:5, etc.» juntament amb els següents minerals: marshita, miersita, nantokita, UM1999-11:I:CuS, iodargirita, bromargirita, clorargirita, carobbiïta, griceïta, halita, silvina, vil·liaumita, salmiac, UM1998-03-Cl:Tl, lafossaïta, calomelans, kuzminita, moschelita, neighborita, clorocalcita, kolarita, radhakrishnaïta, challacolloïta i hephaistosita.